# Černovice, Blansko
Černovice là một làng thuộc huyện Blansko, vùng Jihomoravský, Cộng hòa Séc.